# Galera (carruatge)
|  | Per a altres significats, vegeu «Galera (desambiguació)». |

L'escut de la Galera (Montsià) té una galera com a senyal parlant

La galera  en el sentit de carro de tracció a sang de grans dimensions, sense elàstics, suspès amb peces de cuir, amb una porta al darrere i seients com per a sis o vuit persones.
Les paraules d'un viatger britànic poden ser la millor manera d'entendre com era aquest tipus de carruatge:
| « | "La galera no és ni més ni menys que un enorme furgó, o millor dit, una petita casa col·locada sobre quatre rodes, d'una construcció tan sòlida que sembla tenir desconfiança del temps. Només el bastidor era de fusta; d'els laterals penjaven estores d'espart o palla i el fons (terra), en lloc d'estar entaulat, consistia en una xarxa de cordes sobre la qual s'apilava la càrrega. Els passatgers eren acomodats com fardells fins trobar la postura convenient. Tot era tapat per una coberta subjecta per cèrcols de fusta i canyes travesseres, i les obertures de darrere i davant eren tancades a plaer per mitjà d'unes cortines d'espart ..." | » |